# Валентин Гецов
Валентин Дочев Гецов (болг. Валентин Дочев Гецов; нар. 14 березня 1967, Русе, Русенська область) — болгарський борець вільного стилю, бронзовий призер чемпіонату світу, бронзовий призер чемпіонату Європи, срібний призер Олімпійських ігор.

## Життєпис
У 1987 році став бронзовим призером чемпіонату світу серед молоді.
Виступав за спортивний клуб «Левські-Спартак» Софія. Тренер — Георгій Стоїчков.
Після завершення спортивної кар'єри Валентин Гецов став успішним міжнародним арбітром, судив змагання з боротьби на літніх Олімпійських іграх 2016 року в Ріо-де-Жанейро.

## Спортивні результати на міжнародних змаганнях

### Виступи на Олімпіадах
| Змагання                    | Збірна   | Вагова категорія          | Місце  |
| --------------------------- | -------- | ------------------------- | ------ |
| Літні Олімпійські ігри 1992 | Болгарія | вільна боротьба, до 68 кг | Срібло |

### Виступи на Чемпіонатах світу
| Змагання                        | Збірна   | Вагова категорія          | Місце  |
| ------------------------------- | -------- | ------------------------- | ------ |
| Чемпіонат світу з боротьби 1991 | Болгарія | вільна боротьба, до 68 кг | Бронза |

### Виступи на Чемпіонатах Європи
| Змагання                         | Збірна   | Вагова категорія          | Місце  |
| -------------------------------- | -------- | ------------------------- | ------ |
| Чемпіонат Європи з боротьби 1990 | Болгарія | вільна боротьба, до 68 кг | 5      |
| Чемпіонат Європи з боротьби 1992 | Болгарія | вільна боротьба, до 68 кг | Бронза |
| Чемпіонат Європи з боротьби 1993 | Болгарія | вільна боротьба, до 68 кг | 10     |

### Виступи на змаганнях молодших вікових груп
| Змагання                                            | Збірна   | Вагова категорія          | Місце  |
| --------------------------------------------------- | -------- | ------------------------- | ------ |
| Балканський чемпіонат з боротьби серед кадетів 1983 | Болгарія | вільна боротьба, до 51 кг | Срібло |
| Чемпіонат світу з боротьби серед молоді 1987        | Болгарія | вільна боротьба, до 68 кг | Бронза |